# Ethernet
Ethernet è una famiglia di tecnologie standardizzate per reti locali, sviluppata a livello sperimentale da Robert Metcalfe e David Boggs (suo assistente) allo Xerox PARC, che ne definisce le specifiche tecniche a livello fisico (ad esempio connettori, cavi, tipo di trasmissione) e a livello di collegamento di dati del modello architetturale di rete ISO/OSI.
Commercializzata nel 1980 e inizialmente standardizzata nel 1983 come IEEE 802.3, è ampiamente utilizzata nell'industria. Anche il traffico sulla rete Internet viene comunemente trasmesso su Ethernet, pertanto è considerata una delle tecnologie chiave che compongono Internet; più in generale, è utilizzata nelle reti locali (LAN), nelle reti metropolitane (MAN) e nelle reti geografiche (WAN).

## Storia
Ethernet è stata sviluppata allo Xerox PARC tra il 1973 e il 1974. Ethernet ha le sue radici in una precedente rete radio a pacchetti, chiamata Aloha, sviluppata all'università delle Hawaii per fornire supporto alle comunicazioni tra calcolatori situati in diverse isole dell'arcipelago. Robert Metcalfe aveva studiato le reti a pacchetti come parte della sua tesi di dottorato. Come per la rete Aloha, il problema principale da risolvere per Ethernet è come mediare l'accesso a un mezzo condiviso in modo equo ed efficiente. In Aloha il mezzo fisico era l'atmosfera, mentre in Ethernet si tratta di un cavo coassiale.

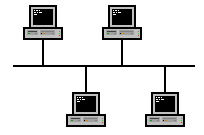
Schema di una rete Ethernet

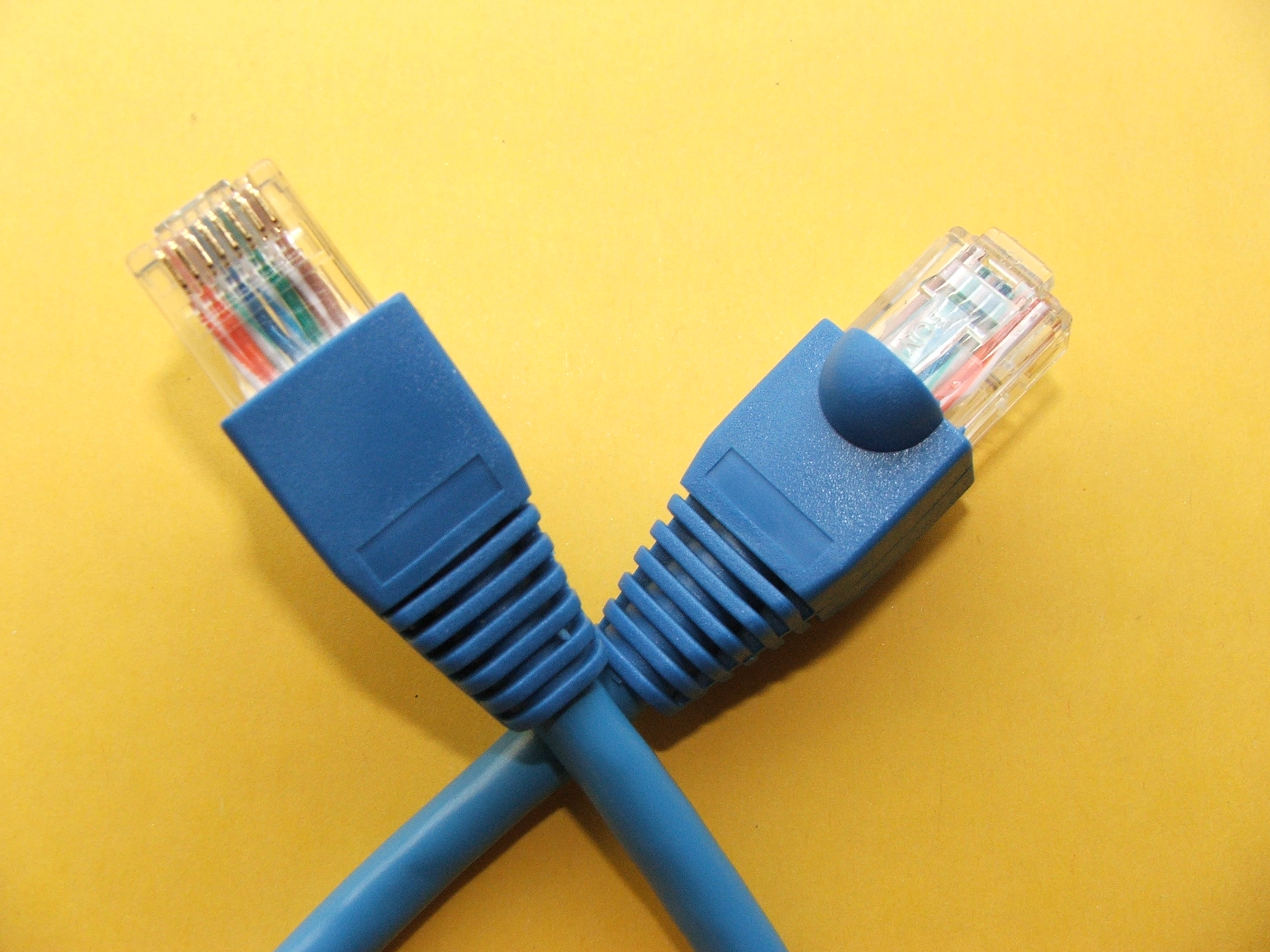
Coppia di connettori 8P8C, più impropriamente chiamati RJ-45

L'obiettivo originario dell'esperimento era ottenere una trasmissione affidabile a 3 Mbit/s su cavo coassiale in condizioni di traffico contenuto, ma in grado di ben tollerare occasionali picchi di carico. Per regolamentare l'accesso al mezzo trasmissivo era stato adottato un protocollo di accesso multiplo al mezzo condiviso del tipo CSMA/CD (Carrier Sense Multiple Access / Collision Detection).
Il successo dell'esperimento suscitò forte interesse e portò alla formazione di un gruppo di imprese, costituito da Xerox Corporation, Intel Corporation e Digital Equipment Corporation, che nel 1978 portarono alla standardizzazione 802.3 e il 30 settembre 1980 pubblicarono la versione 1.0 dello standard Ethernet (chiamarono il sistema Ethernet ispirandosi a luminiferous ether, attraverso il quale un tempo si pensava si propagassero le radiazioni elettromagnetiche).
Nel frattempo, Metcalfe aveva lasciato Xerox nel 1979 per promuovere l'uso del PC e delle LAN, motivo per cui fondò 3Com. Metcalfe ha attribuito il successo di 3Com a Jerry Saltzer, il quale collaborò alla stesura di un articolo importantissimo con cui suggeriva che l'architettura token ring fosse teoricamente superiore alla Ethernet: a causa di ciò, le grosse aziende decisero di non puntare su Ethernet, mentre 3Com poté creare un business intorno al sistema riuscendo a guadagnarsi un grande vantaggio tecnico e a dominare il mercato quando Ethernet prese piede.
Successivamente, l'interesse delle imprese del settore aumentò al punto che l'IEEE costituì alcuni gruppi di studio finalizzati a perfezionare e consolidare Ethernet, nonché a creare numerosi altri standard correlati. Uno dei risultati raggiunti fu la pubblicazione, nel 1985, della prima versione dello standard IEEE 802.3, basato sull'originale specifica Ethernet, ma non completamente identificabile con essa. In seguito, lo standard Ethernet come tale non è più stato mantenuto, ma il termine continua ad essere usato quasi come fosse un sinonimo di IEEE 802.3, sebbene i due standard non coincidano completamente.

## Caratteristiche
Nel tempo, ha ampiamente sostituito le tecnologie LAN cablate concorrenti come Token Ring, FDDI e ARCnet. L'Ethernet 10BASE5 originale utilizza il cavo coassiale come mezzo condiviso, mentre le nuove varianti Ethernet utilizzano collegamenti a doppino intrecciato e fibra ottica in combinazione con switch di rete. Nel corso della sua storia, i tassi di trasferimento dati Ethernet sono stati aumentati dai 2,9 megabit per secondo (Mbit / s) agli ultimi 400 gigabit al secondo (Gbit / s). Gli standard Ethernet comprendono diverse varianti di cablaggio e di segnalazione del livello fisico OSI in uso con Ethernet.
I sistemi che comunicano tale tecnologia dividono un flusso di dati in pezzi più brevi chiamati frame; ogni frame contiene gli indirizzi di origine e destinazione e i dati di controllo degli errori in modo che i frame danneggiati possano essere rilevati e scartati; più spesso, i protocolli di livello superiore attivano la ritrasmissione di frame persi. Come per il modello OSI, Ethernet fornisce servizi fino al livello di collegamento dati incluso. Funzioni come l'indirizzo MAC a 48 bit e il formato frame Ethernet hanno influenzato altri protocolli di rete, tra cui la tecnologia di rete wireless Wi-Fi.
Sin dall'inizio della sua commercializzazione ha mantenuto una buona dose di retrocompatibilità ed è stato perfezionata per supportare velocità in bit più elevate e distanze di collegamento più lunghe. Ethernet attualmente è il sistema LAN più diffuso per diverse ragioni:
- è nata molto presto e si è diffusa velocemente, per cui le uscite di nuove tecnologie come FDDI e ATM hanno trovato il campo occupato;
- rispetto ai sistemi concorrenti, è più economica e facile da usare e la diffusione delle componenti hardware ne ha facilitato l'adozione;
- funziona bene ed è soggetta a pochi problemi;
- è adeguata all'utilizzo con TCP/IP.

### Frame
Nonostante Ethernet abbia diversi tipi, l'elemento comune è nella struttura del pacchetto Ethernet detto frame, che viene definito DIX (DEC, Intel, Xerox) ed è rimasto fedele alla versione originale.
Questo è il frame ethernet, ovvero il pacchetto dati creato nel livello di collegamento dati del modello OSI. Il frame è formato da:
- Preamble (preambolo), di 7 byte: ciascuno di questi primi 7 byte ha valore 10101010 e servono a "svegliare" gli adattatori del ricevente e a sincronizzare gli oscillatori con quelli del trasmittente. Quindi il preambolo sarà così costituito (in bit): 10101010 - 10101010 - 10101010 - 10101010 - 10101010 - 10101010 - 10101010
- Start Frame Delimiter (SFD), di 1 byte: questo byte ha valore 10101011 e la serie dei due bit a 1 indica al destinatario che sta arrivando del contenuto importante; è protetto mediante la violazione del codice Manchester; svolge la stessa funzione del campo flag della trama HDLC;
- Destination MAC address (indirizzo di destinazione), di 6 byte: questo campo contiene l'indirizzo LAN dell'adattatore di destinazione; se l'indirizzo non corrisponde, il livello fisico del protocollo lo scarta e non lo invia agli strati successivi;
- Source MAC address (indirizzo sorgente), di 6 byte;
- EtherType (campo tipo), di 2 byte: questo campo indica il tipo di protocollo del livello di rete in uso durante la trasmissione, oppure — nel caso di frame IEEE 802.3 — la lunghezza del campo dati;
- Payload (campo dati), da 46 a 1500 byte: contiene i dati reali, che possono essere di lunghezza variabile in base alla MTU della Ethernet; se i dati superano la capacità massima, vengono suddivisi in più pacchetti, mentre se i dati non raggiungono la lunghezza minima di 46 byte, viene aggiunto del padding (riempitivo) della lunghezza opportuna;
- Frame Check Sequence (FCS), controllo a ridondanza ciclica (CRC), di 4 byte: permette di rilevare se sono presenti errori di trasmissione; in pratica, il ricevente calcola il CRC mediante un algoritmo e lo confronta con quello ricevuto in questo campo.

È molto simile al frame IEEE 802.3, tranne che per il campo tipo, che nell'802.11 diventa Tipo o Lunghezza e il campo Padding in modo che la trama raggiunga le dimensioni minime e massime pari rispettivamente a 84 byte e 1538 byte.

### Indirizzo Ethernet
Tali indirizzi sono anche detti indirizzi hardware, indirizzi MAC o MAC address, oppure indirizzi di livello 2.

### Legacy Ethernet
- 10 BASE 5 (500 metri);
- 10 BASE 2 (185 metri);
- 10 BASE T (100 metri).

Le Legacy Ethernet hanno in comune:
- Architettura di base;
- Parametri di temporizzazione;
- Formato Frame;
- Processo di trasmissione (Codifica di Manchester);
- Utilizzo di 2 coppie di fili per trasmissione-ricezione.

### Tipo di trasmissione
La codifica usata per i segnali binari è la codifica Manchester.
Ethernet è una tecnologia che fornisce al livello di rete un servizio senza connessione. In pratica, il mittente invia il frame nella LAN senza alcun handshake iniziale in modalità broadcast (o a bus condiviso): il frame attraversa tutta la LAN e viene ricevuto da tutti gli adattatori presenti, ma solo l'adattatore che vi riconosce il proprio indirizzo di destinazione lo recepirà, mentre tutti gli altri lo scarteranno.
Il frame ricevuto può contenere errori, la maggior parte dei quali sono verificabili dal controllo CRC. Un frame che non supera il controllo CRC viene scartato. Ethernet non prevede la ritrasmissione del frame scartato, né una notifica della sua perdita agli strati superiori. Ethernet non è quindi affidabile, ma grazie a ciò è semplice ed economica. Il compito di provvedere alla ri-trasmissione dei frame perduti viene demandato agli strati superiori (ad esempio il protocollo TCP).
La gestione delle collisioni e dell'occupazione simultanea ovvero condivisa del canale di trasmissione viene gestita mediante il CSMA/CD (Carrier Sense Multiple Access with Collision Detection). Anche da questo punto di vista, Ethernet non è in grado di garantire la consegna di un frame, e men che meno che il frame sia consegnato entro un tempo prevedibile.
Nei sistemi Ethernet recenti, il problema non si presenta in quanto con gli switch e la crescita della capacità (vedi Gigabit Ethernet) si eliminano le collisioni e si rende molto più improbabile la congestione. Di converso nelle reti "switched" può manifestarsi perdita di frame, dovute alla limitata dimensione dei buffer negli apparati. Questo fenomeno, che con il CSMA/CD non si manifestava, nei casi più gravi può portare ad un declino delle prestazioni della rete in termini di throughput (es: possono intervenire i meccanismi di controllo della congestione del TCP a seguito dello scadere del tempo di timeout, con conseguente degrado delle prestazioni).

### Efficienza
L'efficienza è vista come la frazione di tempo a lungo termine durante la quale sono trasmessi frame senza collisioni con altri mittenti.
Ethernet utilizza un algoritmo di accesso multiplo alla rete detto CSMA/CD. Ciò permette all'Ethernet, in certe condizioni, di avere un'efficienza di trasmissione del 100%.
In generale, la formula dell'efficienza di Ethernet è:
{\displaystyle \eta ={\frac {1}{1+{\frac {2\cdot t_{prop}}{p\cdot t_{trasm}}}}}={\frac {1}{1+{\frac {2\cdot l\cdot R}{p\cdot c\cdot F}}}}},
dove {\displaystyle t_{prop}} è il ritardo di propagazione, {\displaystyle t_{trasm}} è il ritardo di trasmissione, {\displaystyle p} è la probabilità di trasmissione senza collisioni (spesso asintoticamente approssimabile a {\displaystyle {\frac {1}{e}}}), {\displaystyle l} è la lunghezza del dominio di collisione più grande della rete, {\displaystyle R} è il bit rate di trasmissione, {\displaystyle c} è la velocità di percorrimento del mezzo di propagazione e {\displaystyle F} è la dimensione del trama.
Si può notare come, qualora sostituisse un hub con un bridge, l'efficienza aumenterebbe, poiché sarebbe minore la lunghezza del dominio di collisione.

## Cablaggi
| Pin | Cp. T568A | Cp. T568B | Cond. | Codice colori T568A | Codice colori T568B |
| --- | --------- | --------- | ----- | ------------------- | ------------------- |
| 1   | 3         | 2         | 1     | bianco verde        | bianco arancio      |
| 2   | 3         | 2         | 2     | verde               | arancio             |
| 3   | 2         | 3         | 1     | bianco arancio      | bianco verde        |
| 4   | 1         | 1         | 2     | blu                 | blu                 |
| 5   | 1         | 1         | 1     | bianco blu          | bianco blu          |
| 6   | 2         | 3         | 2     | arancio             | verde               |
| 7   | 4         | 4         | 1     | bianco marrone      | bianco marrone      |
| 8   | 4         | 4         | 2     | marrone             | marrone             |

### Cavo diretto (Primo)
I cavi dritti (o diretti) si usano per i normali collegamenti, ad esempio tra PC e switch di rete. Tali cavi vengono anche chiamati patch.
I cavi patch possono seguire due diversi schemi di collegamento: i collegamenti sono sempre pin-to-pin (ovvero il pin 1 di un connettore è direttamente collegato al pin 1 dell'altro connettore ecc), i due schemi si differenziano solo per la scelta di colori diversi per le coppie 1-2 e 3-6.

### Cavo incrociato
I cavi incrociati (o crossover) si usano per collegare tra di loro 2 PC senza utilizzare hub/switch, oppure per collegare in cascata gli hub/switch.

## Tipologia

### Ethernet con ripetitori e hub

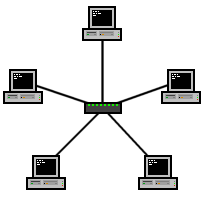
Rete con hub

Ethernet tende a crescere, ma il cavo Ethernet ha una capacità limitata sia in lunghezza sia in capacità di traffico, per cui le LAN di grosse dimensioni vengono suddivise in reti più ridotte interconnesse tra loro da particolari nodi tra i quali possiamo trovare dei ripetitori, degli hub o elementi più sofisticati come bridge o switch riducendo così il cosiddetto dominio di collisione.
Il ripetitore semplicemente replica il segnale ricevuto. Il cavo Ethernet può quindi assumere lunghezze maggiori rispetto alle sue capacità. L'unico vincolo è che tra due computer ci devono essere al massimo due ripetitori per salvaguardare la temporizzazione di CSMA/CD.

### Ethernet con bridge e switch

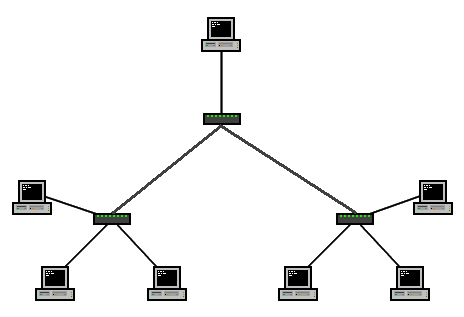
Rete con switch

Il bridge è un elemento di interconnessione più sofisticato dell'hub perché opera sui frame e non sui segnali elettrici. Con questo sistema si possono creare segmenti di LAN indipendenti in cui le collisioni e i ritardi restano limitati.
Molti bridge sono adattativi o ad apprendimento per cui sono provvisti di un software con elenchi di indirizzi per ogni scheda ethernet che posseggono. In questo modo quando arriva un frame, estrapolano l'indirizzo di destinazione, e inviano lo stesso frame nel segmento giusto in base agli elenchi associati alle schede.
Molto più sofisticati sono gli switch che sono composti da un numero elevato di schede ethernet che consente ad ogni host di essere connesso direttamente. Allo switch vengono poi collegati uno o più cavi Ethernet ad alta velocità che collegano altri segmenti di LAN.
In questo modo lo switch intercetta i frame e li ridireziona ad un host oppure sui segmenti Ethernet. La gestione dei frame, quindi, è ottimizzata perché questi sono subito reindirizzati alla destinazione evitando, per quanto possibile, collisioni. In questo modo ogni scheda ha un suo dominio di collisione.

### Ethernet su rete di accesso e trasporto
Ethernet può essere usato direttamente come protocollo di livello fisico in collegamenti point to point nella rete di accesso ed entro certi limiti nella rete di trasporto cioè entro certe lunghezze di collegamento eliminando il protocollo di accesso multiplo anticollisione CSMA/CD (venendo a mancare domini di collisione) e mantenendo la pacchettizzazione tipica. Questa soluzione si adatta bene ad un traffico a pacchetto ed implica una semplificazione dell'architettura di rete con la sostituzione dell'SDH.